# Gary Busey

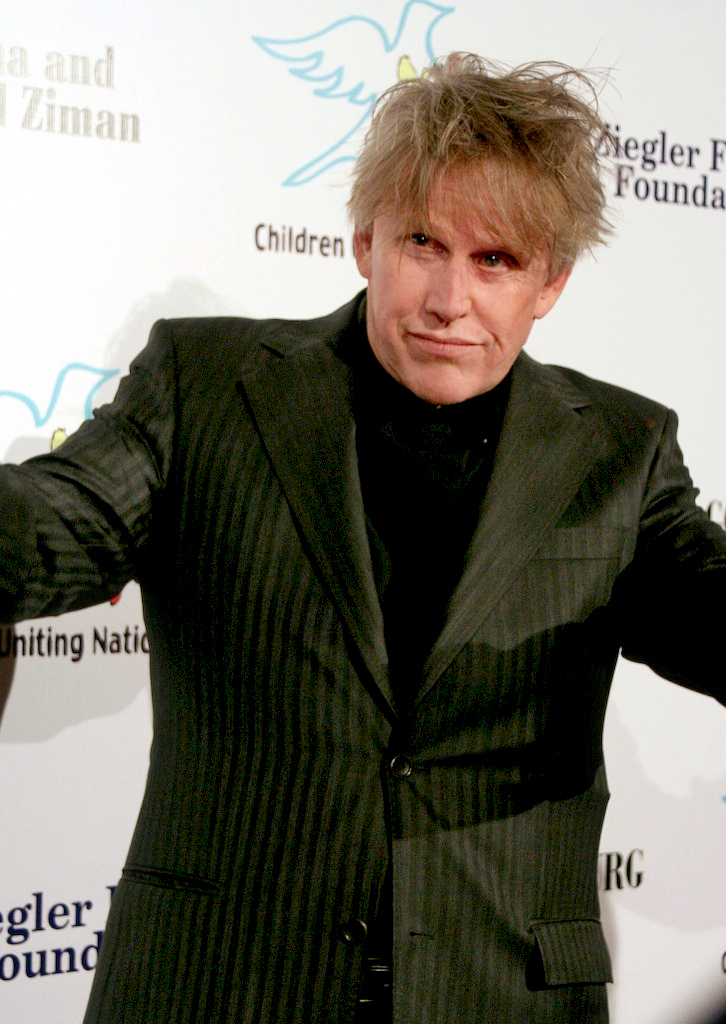
Gary Busey (2007)

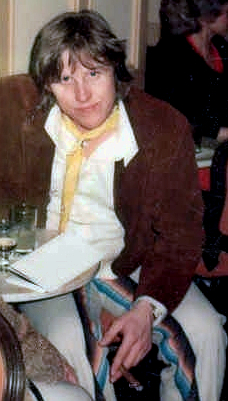
Gary Busey (1976)

William Gary Busey (* 29. Juni 1944 in Goose Creek, Texas) ist ein US-amerikanischer Schauspieler.

## Leben
Gary Busey machte seinen High-School-Abschluss in Tulsa, Oklahoma. Er studierte zunächst an der Pittsburg State University in Pittsburg, wo sein Interesse an der Schauspielerei begann. Er wechselte an die Oklahoma State University in Stillwater, die er ein Jahr vor dem Abschluss verließ.
Busey war Ende der 1960er Jahre zunächst in Kleinstrollen zu sehen. In den 1970er Jahren spielte er in Fernsehsendungen, wie in der Fernsehserie Bonanza und kleinere Rollen in verschiedenen Fernseh- und Kinofilmen. Busey wurde für seine Darstellung von Buddy Holly in dem Film Die Buddy Holly Story (1978) für einen Oscar als Bester Hauptdarsteller nominiert. Weitere Auftritte in Film und Fernsehen folgten, wobei er in den verschiedensten Genres auftritt. Bekannte Filmauftritte hatte er in Lethal Weapon – Zwei stahlharte Profis (1987), Gefährliche Brandung (1991) und Alarmstufe: Rot (1992). Seit Ende der 1990er Jahre mehrten sich Auftritte in B-Filmen und Direct-to-Video-Produktionen.
Sein Schaffen umfasst mehr als 180 Produktionen.

## Privates
Busey erlitt bei einem schweren Motorradunfall am 4. Dezember 1988 eine schwere Hirnverletzung, als er ohne Helm Kopf voran auf den Bordstein prallte. Daraufhin wurde er im Cedars-Sinai Medical Center behandelt, das er nach bereits fünf Wochen auf eigenen Wunsch verließ.
Busey war zweimal verheiratet. Sein Sohn Jake Busey ist ebenfalls Schauspieler.

## Filmografie (Auswahl)
- 1968: Wild in den Straßen (Wild in the Streets)
- 1972: Der Todesritt der glorreichen 7 (The Magnificent Seven Ride!)
- 1972: Bonanza (Fernsehserie, Folge 14x09: Die Geschichte eines Arztes)
- 1973: Der letzte Held Amerikas (The Last American Hero)
- 1973: Kung Fu (The Ancient Warrior)
- 1974: Die Letzten beißen die Hunde (Thunderbolt and Lightfoot)
- 1976: A Star Is Born
- 1976: Die verrückteste Rallye der Welt (The Gumball Rally)
- 1978: Tag der Entscheidung (Big Wednesday)
- 1978: Die Buddy Holly Story (The Buddy Holly Story)
- 1978: Stunde der Bewährung (Straight Time)
- 1980: Jahrmarkt (Carny)
- 1983: Die Chaotenclique (D.C. Cab)
- 1985: Der Werwolf von Tarker Mills (Silver Bullet)
- 1986: Der Tiger – Die Stunde des Infernos (Eye of the Tiger)
- 1987: Lethal Weapon – Zwei stahlharte Profis (Lethal Weapon)
- 1988: Bulletproof – Der Tiger II (Bulletproof)
- 1989: Tödliches Versteck (Hider in the House)
- 1990: Predator 2
- 1991: Gefährliche Brandung (Point Break)
- 1992: Alarmstufe: Rot (Under Siege)
- 1992: Chrome Soldiers
- 1993: Der Durchstarter (Rookie of the Year)
- 1993: Die Firma (The Firm)
- 1993: Der Skalpell-Mörder (Breaking Point)
- 1994: Chasers – Zu sexy für den Knast (Chasers)
- 1994: Drop Zone
- 1994: Infernal Fighter
- 1994: Surviving the Game – Tötet ihn! (Surviving the Game)
- 1995: Man with a Gun
- 1996: Black Sheep
- 1996: The Chain – Gefangen in der Dschungelhölle
- 1997: Mörderischer Verdacht (Suspicious Minds)
- 1997: Lost Highway
- 1997: Steel Sharks – Überleben ist ihr Ziel (Steel Sharks)
- 1998: Fear and Loathing in Las Vegas
- 1998: Universal Soldier 2 – Brüder unter Waffen (Universal Soldier II: Brothers in Arms)
- 1998: Star Force Soldier (Soldier)
- 1999: Walker, Texas Ranger (Fernsehserie, Folge: 7x13: Keiner kommt hier lebend raus)
- 1999: Roadblock (Detour)
- 1999: Hot Boyz
- 2000: Outer Limits – Die unbekannte Dimension (The Outer Limits, Fernsehserie, Folge 6x16: Revival)
- 2000: Glory Glory
- 2001: Law & Order (Fernsehserie, Folge 12x06: Verderblicher Ruhm)
- 2002: Schlappschuss 2: Die Eisbrecher
- 2004–2007: Entourage (Fernsehserie, 3 Episoden)
- 2004: El Padrino
- 2005: The Gingerdead Man
- 2005: Soft Target
- 2006: Tal der Wölfe – Irak (Kurtlar Vadisi – Irak)
- 2006: Scrubs – Die Anfänger (Scrubs, Fernsehserie, Folge 5x06: Mein falscher Rückschluss)
- 2006: Dr. Dolittle 3
- 2007: Maneater
- 2008: Celebrity Rehab with Dr. Drew (Reality-TV-Show, 2. Staffel)
- 2008: Beyond the Ring
- 2009: Hallettsville
- 2010: Freaky Saturday Night Fever
- 2010: Down and Distance
- 2011: Lizzie
- 2011: Two and a Half Men (Fernsehserie, Folge 9x09)
- 2012: Piranha 2 (Piranha 3DD)
- 2013: Bounty Killer
- 2016: Sharknado 4 (Sharknado 4: The 4th Awakens, Fernsehfilm)
- 2018: Sharknado 6: The Last One (The Last Sharknado: It’s About Time, Fernsehfilm)
- 2021: Reggie: A Millenial Depression Comedy

## Auszeichnungen und Nominierungen
- 1978: Nominierung für den Academy Award als bester Hauptdarsteller für Die Buddy Holly Story.
- 1978: National Society of Film Critics Award als bester Hauptdarsteller für Die Buddy Holly Story.